# Luohuang
Luohuang (kinesiska: 珞璜) är en köping i sydvästra Kina. Den ligger i stadsdistriktet Jiangjin i storstadsområdet Chongqing, omkring 27 kilometer sydväst om det centrala stadsdistriktet Yuzhong. Antalet invånare är 71 515. Befolkningen består av 34 417 kvinnor och 37 098 män. Barn under 15 år utgör 15,0 %, vuxna 15-64 år 71 %, och äldre över 65 år 13,0 %.